# Archivo Histórico Municipal de Soria
El Archivo Histórico Municipal de Soria es un archivo de titularidad pública con sede en la ciudad de Soria que sirve como archivo histórico municipal de Soria. 

## Historia
La Casa del Común, en la que se abre el arco del cuerno, fue sede desde el siglo XVII del Estado Llano de Hombres Buenos de la Ciudad de Soria y donde se conservan los Fueros que otorgaron en su día derechos ciudadanos a los sorianos. En la planta baja del edificio se encontraban las Carnicerías de la ciudad.
Fue sede de la Biblioteca Pública desde 1935 a 1968. En 1956 se crea e instala en el mismo local el Archivo Histórico Provincial que sería trasladado posteriormente al Palacio de los Ríos y Salcedo. Al año siguiente en 1957 nace en ella la Casa de Cultura de Soria trasladada en 1968 junto a la Biblioteca Pública. Actualmente es sede del Archivo Histórico Municipal.

## Edificio
Se trata de un amplio edificio reformado a finales del siglo XVIII con una severa fachada de tres pisos, dos en su origen pero en su última restauración se le añadió otro de igual factura. En la planta baja se abre el “Arco del Cuerno” y junto a este otro similar pero que da al interior del edificio. Sobre ésta el primer piso tiene un balcón corrido con cuatro vanos de arcos de medio punto, los dos centrales mayores que los laterales. El segundo piso es un poco más bajo pero de igual configuración y sin balcón.

## Fondos documentales
El Archivo es la unidad administrativa encargada de la custodia, conservación y organización del Patrimonio Documental generado por el Ayuntamiento de la Ciudad de Soria, utilizado como testimonio y garantía de los derechos de esta institución. Conserva gran cantidad de la documentación producida por el Concejo de Soria desde el siglo XIV hasta la actualidad y es el responsable de su recogida, organización y difusión para que sea utilizada por sus titulares, la administración municipal y los ciudadanos, y también por los investigadores como herramienta de reconstrucción de hechos pasados.

### Sección histórica
Entre los documentos más antiguos encontramos los fueros otorgados a la ciudad de Soria. En 1120 le es concedido el "Fuero Breve" de Alfonso I que recogía los derechos de la población y del cual no nos queda ningún resto físico. En 1214 se le otorgó a Soria otros dos fueros, uno el llamado "extenso" otorgado por el rey Alfonso VIII, en agradecimiento por la acogida que encontró en Soria durante su minoría de edad y otro llamado "Fuero Real" otorgado por Alfonso X en 1256.
Se encuentra en el archivo el Fondo Documental de los Doce Linajes (siglo XIV-XX), el de la Sociedad Económica Numantina de Amigos del país de la ciudad de Soria (siglo XVIII-XIX), los Libros de Actas y Acuerdos Municipales (desde finales del siglo XV), los Libros de Cuadrillas (desde el siglo XVI), Privilegios y Pergaminos siglo XIV-XVII), Documentos Singulares (siglo XV-siglo XIX), Documentos Militares y Políticos (siglo XVIII-XIX), Subdelegación de la Mesta (siglo XVIII-XIX) o Correspondencia (siglo XVIII-XX). También custodia documentación referente a la Orden Soberana y Militar del Temple de Jerusalén (OSMTJ), según el convenio firmado entre Ayuntamiento de Soria y la Orden mencionada.

### Sección administrativa
Abierta a la llegada de nuevos fondos documentales, donde se concentra la documentación generada desde las distintas dependencias del Ayuntamiento.